# Pietro Ruta

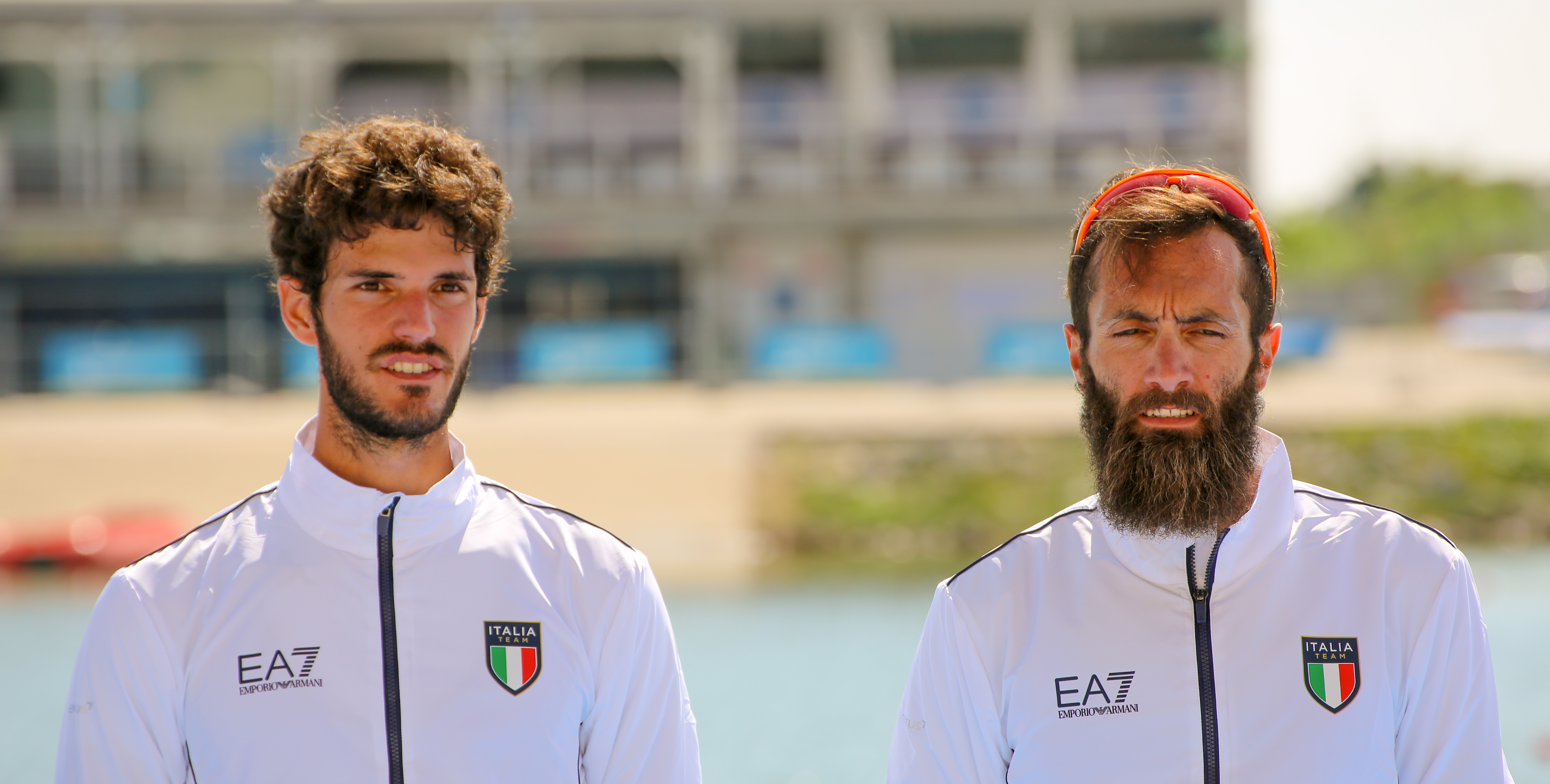
Stefano Oppo und Pietro Ruta (rechts) 2018

Pietro Willy Ruta (* 6. August 1987 in Gravedona) ist ein italienischer Leichtgewichts-Ruderer. Er war Olympiadritter 2021.

## Karriere
Der 1,85 m große Ruta gewann 2008 die Silbermedaille im Leichtgewichts-Doppelvierer bei den U23-Weltmeisterschaften, 2009 siegte der italienische Leichtgewichts-Doppelvierer. 2010 gewann der leichte italienische Doppelvierer mit Franco Sancassani, Pietro Ruta, Fabrizio Gabriele und Stefano Basalini bei den Europameisterschaften. Bei den Weltmeisterschaften belegten die Italiener den vierten Platz. 2011 ruderte Ruta im Leichtgewichts-Einer, bei den Weltmeisterschaften gewann er die Silbermedaille hinter dem Dänen Henrik Stephansen. 2012 ruderte er bei den Olympischen Spielen 2012 gemeinsam mit Elia Luini im Leichtgewichts-Doppelzweier, die beiden belegten den siebten Platz. Bei den Weltmeisterschaften 2012 erreichte Ruta im Leichtgewichts-Einer den vierten Platz.
2013 erreichte Ruta zusammen mit Andrea Micheletti den vierten Platz im Leichtgewichts-Doppelzweier bei den Europameisterschaften und bei den Weltmeisterschaften; 2014 wiederholten die beiden die vierten Plätze bei Europa- wie Weltmeisterschaften. Bei den Weltmeisterschaften 2015 ruderten Micheletti und Ruta auf den fünften Platz und erreichten damit die Startberechtigung für einen italienischen Leichtgewichts-Doppelzweier bei den Olympischen Spielen 2016. Marcello Miani und Andrea Micheletti belegten in Rio de Janeiro den achten Platz. Ruta trat in Rio de Janeiro zusammen mit Martino Goretti, Livio La Padula und Stefano Oppo im Leichtgewichts-Vierer ohne Steuermann an und belegte den vierten Platz.
2017 bildeten Stefano Oppo und Pietro Ruta den neuen italienischen Leichtgewichts-Doppelzweier. Die beiden gewannen die Bronzemedaille bei den Europameisterschaften und hinter den Franzosen die Silbermedaille bei den Weltmeisterschaften. Im Jahr darauf gewannen die beiden Bronze bei den Europameisterschaften und diesmal hinter den Iren Silber bei den Weltmeisterschaften. 2019 belegten die beiden Italiener hinter dem deutschen Boot den zweiten Platz bei den Europameisterschaften in Luzern. Bei den Weltmeisterschaften gewannen die Italiener wie im Vorjahr Silber hinter den Iren. 2020 siegten Ruta und Oppo bei den Europameisterschaften in Posen vor dem deutschen Boot. Im Jahr darauf erhielten Oppo und Ruta bei den Europameisterschaften 2021 in Varese die Bronzemedaille hinter den Iren und den Deutschen. Bei den Olympischen Spielen in Tokio wiederholte sich der Zieleinlauf von Varese: Es siegten die Iren vor den Deutschen und den Italienern, die sieben Sekunden Rückstand auf die Deutschen hatten.
2022 gewannen die Iren sowohl bei den Europameisterschaften in München als auch bei den Weltmeisterschaften in Račice u Štětí vor Oppo und Ruta. 2023 bei den Weltmeisterschaften in Belgrad trat Ruto mit dem Leichtgewichts-Doppelvierer an und gewann in dieser nichtolympischen Bootsklasse seinen ersten Weltmeistertitel.